# District de Mbala
Le district de Mbala est un district de Zambie, situé dans la Province Septentrionale. Sa capitale se situe à Mbala. Selon le recensement zambien de 2000, le district a une population de 149 634 personnes.